# Jeans and Martò
Jeans and Martò è un film del 2011 diretto da Claudia Palazzi e Clio Sozzani.

## Trama
Un ragazzo etiope, Roba, originario di un villaggio di pastori della tribù karrayu, riesce a studiare nonostante la resistenza della famiglia, che vorrebbe che restasse al villaggio d'origine, ed arriva in Italia, a Torino, invitato da "Terra madre".
Il film è un ritratto intimo del protagonista: le sue paure, il senso di colpa nei confronti della famiglia, il conflitto interno tra il rispetto delle tradizioni e il bisogno di autodeterminarsi, ma la voglia di cambiare è più forte di tutto.

## Riconoscimenti
- Cinestrat 2011 (Miglior Documentario)
- Premio Babel e Premio TRENORD al Festival del cinema africano, d'Asia e America Latina di Milano 2012